# Masdevallia menatoi
Masdevallia menatoi là một loài thực vật có hoa trong họ Lan. Loài này được Luer & R.Vásquez mô tả khoa học đầu tiên năm 1980.